# トゥール駅
トゥール駅（トゥールえき、Gare de Tours）は、フランスのアンドル＝エ＝ロワール県トゥールにあるフランス国鉄の鉄道駅である。開業は1898年で、駅舎は1896年から1898年にかけて、後にオルセー駅（現オルセー美術館）の建設に携わることになる建築家ヴィクトール・ラルーの設計で建てられた。外観の柱や、2つの大きな窓などが特徴的である。2006年には、修復作業が行われた。
トゥール駅は1990年に開業したモンパルナス駅からLGV大西洋線経由でやってくるトゥール止まりのTGVや地域鉄道網TERのターミナル駅である。トゥールより先に向かう一部のTGVは頭端式のトゥール駅を経由せず、一つ手前のサン・ピエール・デ・コール駅経由でボルドーやトゥールーズ方面へ向かう。